# Matrimonio mistico di santa Caterina d'Alessandria alla presenza di san Sebastiano
Il Matrimonio mistico di santa Caterina d'Alessandria alla presenza di san Sebastiano è un dipinto a olio su tavola (105x102 cm) di Correggio, databile al 1527 circa e conservato nel Museo del Louvre di Parigi.

## Storia
La prima menzione di quest'opera si trova nella seconda edizione delle Vite di Giorgio Vasari, stampata nel 1568: a quella data la tavola si trovava presso il medico Francesco Grillenzoni a Modena. Scrisse a proposito lo storico aretino: "questa fu un gran quadro, che è cosa divina, nel quale è una Nostra Donna che ha un putto in collo, il quale sposa Santa Caterina, un San Bastiano et altre figure, con arie di teste tanto belle che paiono fatte in paradiso, né è possibile vedere i più bei capegli né le più belle mani o altro colorito più vago e naturale".
Nel 1582 passò nella collezione di Caterina Nobili Sforza di Santafiora che la portò a Roma. Successivamente entrò nella collezione di Scipione Borghese il quale, secondo le fonti seicentesche, non sarebbe stato disposto a rivenderla ad alcun prezzo. C'erano allora molti acquirenti interessati ad ottenere questo delizioso quadretto: Daniel Nys e Nicolas Regnier avevano tentato invano di negoziarne la compera ma il Matrimonio mistico di santa Caterina rimase a Roma ancora fino alla metà del Seicento. Da Scipione Borghese passò presso il cardinale Antonio Barberini, dove poté vederlo ed elogiarlo Domenico Ottonelli, che scrisse: "dicesi con verità, che sia un'opera, piccola di mole, mà immensa di gloria, e conciliatrice di sempiterna lode al suo eccellentissimo Operator".
Purtroppo a causa dell'esilio di Antonio Barberini in Francia, non fu più possibile proteggere il dipinto dalle mire dei più abili acquirenti. La corrispondenza del cardinal Mazzarino presenta numerosi riferimenti al tentativo di comprare dal Barberini questo dipinto; il cardinale si era dichiarato "disposto a fare un'offerta et offerta tale che togliesse l'animo ad ogni altro concorrente".
Il successo di queste trattative fece sì che l'opera passasse in Francia dove ancora oggi si trova. Com'è noto le collezioni del Mazarino finirono poi in quelle di Luigi XIV (1665) e quindi della corona francese, che in epoca napoleonica vennero sistemate nel nuovo museo pubblico.
Anche gli artisti rimasero affascinati da questo dipinto. Ad esso si ispirarono Giulio Cesare Procaccini, Ludovico Cigoli, che ne trasse una bella copia, e Annibale Carracci, che volle rendergli un esplicito omaggio.

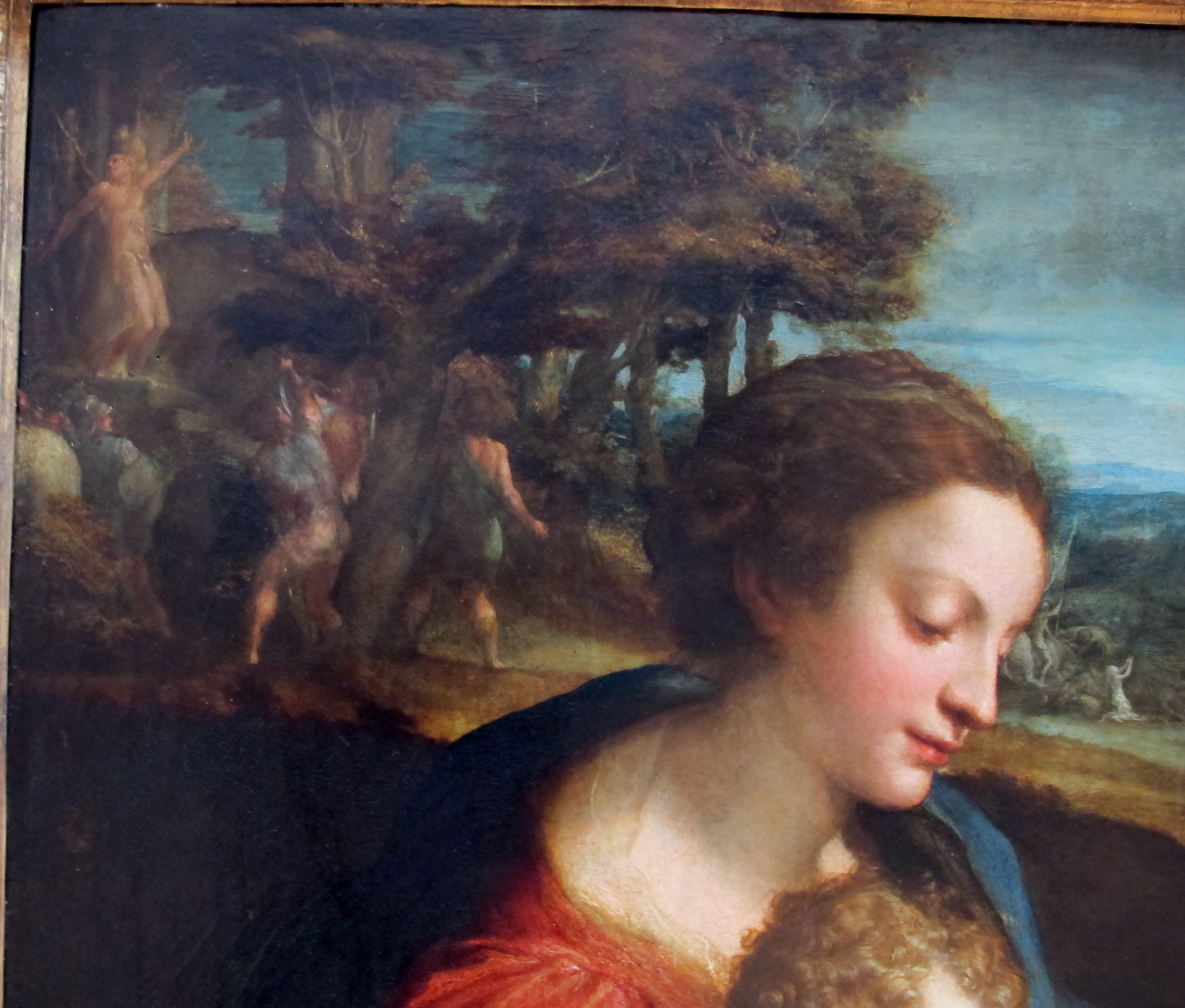
Particolare

## Descrizione e stile
Fra tutte le versioni che il Correggio aveva dato di questo tema nel corso della sua ricerca artistica, questa è indubbiamente la più raffinata e la più studiata. Il fulcro del dipinto è rappresentato dalle tre mani della Vergine, del Bambino e della giovanissima santa Caterina d'Alessandria. Tutti gli sguardi dei personaggi convergono verso questo fulcro narrativo e affettivo, incluso quello del san Sebastiano, ospite inconsueto di questa mistica unione. Sullo sfondo di destra si intravede la scena del martirio del santo. La presenza del santo martire si può spiegare con l'appartenenza alla confraternita di San Sebastiano del committente dell'opera.
Nel volto della Madonna si ravviserebbe l'ultimo ritratto in vita di Jeronima Merlini (1503-1529), moglie del Correggio.